# George Corsar
George Corsar (Inverness, 7 de fevereiro de 1886) foi um ciclista britânico que competiu representando o Reino Unido em duas provas nos Jogos Olímpicos de 1912, em Estocolmo.